# Bisdom Lokoja

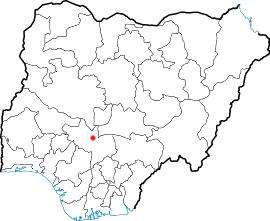
Lokoja binnen Nigeria

Het bisdom Lokoja (Latijn: Dioecesis Lokoiana) is een rooms-katholiek bisdom met als zetel Lokoja, de hoofdstad van de staat Kogi in Nigeria. Het bisdom is suffragaan aan het aartsbisdom Abuja.

## Geschiedenis
Het bisdom werd opgericht op 21 februari 1955 als de apostolische prefectuur Kabba. Op 6 juli 1964 werd het een bisdom, waarna het op 5 mei 1965 van naam wijzigde naar bisdom Lokoja. Op 26 september 1968 verloor het gebied bij de oprichting van de apostolische prefectuur Idah. 

## Parochies
In 2019 telde het bisdom 41 parochies. Het bisdom had in 2019 een oppervlakte van 24.750 km2 en telde 3.356.400 inwoners waarvan 1,3% rooms-katholiek was.

## Bisschoppen
- Auguste Delisle (27 mei 1955 - 30 juli 1972)
- Alexius Obabu Makozi (30 juli 1972 - 31 augustus 1991; hulpbisschop sinds 20 februari 1971)
- Joseph Sunday Ajomo (6 maart 1992 - 21 juni 2004)
- Martin Dada Abejide Olorunmolu (11 november 2005 - heden)

Abuja (aartsbisdom) · Gboko · Idah · Katsina-Ala · Lafia · Lokoja · Makurdi · Otukpo